# Howard Fast
Howard Melvin Fast (New York, 1914. november 11. – Greenwich, Connecticut, 2003. március 12.) amerikai író. Írói álnevei:  E. V. Cunningham és Walter Ericson.

## Élete
Anyja, Ida Miller angol, apja, Barney Fast ukrán zsidó bevándorló volt, aki Amerikába érkezése után rövidítette nevét Fastovsky-ból Fast-ra. Amikor anyja 1923-ban meghalt és apja munkanélküli lett, Howard legfiatalabb testvére, Julius Fast (aki később szintén író lett) a család rokonaihoz költözött, ő pedig bátyjával, Jerome-val újságárusítással keresett pénzt.
Már fiatalon az írással kezdett foglalkozni. Első regényét, a Two Valleys-t munkakeresés közben, vonatokon és buszokon írta. A munka 1933-ban, Fast 18 éves korában jelent meg. Első igazán népszerű műve a Citizen Tom Paine volt, egy fiktív történet Thomas Paine életéről.
Különösen érdekelte az amerikai történelem, The Last Frontier című regénye a sájen indiánok szülőföldjükre való visszatérési kísérletéről szól (a műből 1964-ben Cheyenne címmel filmet forgattak), Freedom Road című munkája a frissen felszabadult rabszolgák életét mutatta be. Ez utóbbi alkotása igaz történeten alapul, s ugyanezen a címen egy televíziós sorozat is készült belőle, amelyben Muhammad Ali is feltűnik, ez az ökölvívó ritka színészi alakításainak egyike. Ő alakítja Gideon Jacksont, a volt rabszolgát, aki harcba száll a Ku-Klux-Klan és más rasszista szervezetek ellen, hogy megőrizze a földet, amelyen egész életükben dolgoztak. Fast a szerzője a híres Why the Fifth Amendment? című esszének, amelyben részletesen kifejtette az Amerikai Alkotmány ötödik módosításának célját.
A második világháború alatt az Amerika Hangja rádió munkatársa volt. 1943-ban belépett az amerikai kommunista pártba. 1950-ben az amerikaellenes tevékenységet vizsgáló bizottság elé citálták, ahol megtagadta a spanyol polgárháború amerikai veteránjai árváinak alapjában közreműködők neveinek nyilvánosságra hozatalát (az egyik közreműködő Eleanor Roosevelt volt), ezért "a kongresszussal szembeni tiszteletlenség" vádja miatt háromhavi börtönbüntetést kapott. Büntetését a Mill Point szövetségi börtönben töltötte, itt kezdte leghíresebb munkája, a Spartacus című regény írását.
Szabadulása után a főbb könyvkiadók feketelistára tették, emiatt művét magánkiadásban jelentette meg. A regény komoly sikert aratott, négy hónap alatt hét utánnyomást élt meg, Fast visszaemlékezései szerint ötvenezer példányt nyomtattak ki, ebből negyvennyolcezer kelt el. Ezután megalapította a Blue Heron Press-t, amely lehetővé tette számára, hogy a filmszakmától való eltiltásának ideje alatt saját neve alatt publikáljon. Ahogy a Spartacus 1960-ban elkészített filmváltozata mérföldkövet jelentett a hollywoodi feketelisták felszámolásában, úgy Fast regényének 1958-as, Crown Publishers általi kiadása véglegesen megszüntette Fast elszigeteltségét. Az 1950-es években a Daily Workernél , az amerikai kommunisták hivatalos pártlapjánál dolgozott. 1953-ban nemzetközi Sztálin-békedíjat kapott.
Az 1950-es évek végén a Szovjetunióban és Kelet-Európában lévő körülmények miatt szakított a kommunizmussal. Az 1950-es évek közepén családjával együtt a New Jersey-i Teaneck-be költözött. Innen 1974-ben Kaliforniába költözött, ahol televíziós forgatókönyveket írt, többek közt a How the West Was Won című sorozatét. 1977-ben adta ki The Immigrants című regényét, egy hat részből álló regénysorozat első kötetét.
Első feleségével, Bette Cohennel 1937. június 6. kötött házasságot, gyermekeik Jonathan és Rachel voltak. Bette 1994-ben meghalt, 1999-ban feleségül vette Mercedes O'Connort, akinek ekkor már három fia volt. Fast fia, Jonathan Fast maga is író, ahogy felesége, Erica Jong is. Lányuk, Molly Jong-Fast szintén regényíró.

## Magyarul megjelent művei
Fast több műve is sok utánközlést ért meg magyar nyelven, a felsorolásban csak az első kiadások adatai szerepelnek.
- Az utolsó határ. Regény; ford. Keszthelyi Zoltán; Révai, Bp., 1949
- A szabadság útja. Regény; ford. Keszthelyi Zoltán; Révai, Bp., 1949
- Amerikaiak. Regény; ford. Keszthelyi Zoltán; Révai, Bp., 1950
- Névtelenek balladája. Regény; ford. Ottlik Géza, versford. Vidor Miklós; Szépirodalmi, Bp., 1951
- Az ekhós szekér. Elbeszélések; ford. Ottlik Géza; Szépirodalmi, Bp., 1951
- Spartacus. Regény; ford. Szentkuthy Miklós, bev. Kardos László; Szépirodalmi, Bp., 1953
- Az erőszak napja; ford. Gáspár Endre; Szépirodalmi, Bp., 1953
- Amerikai napló; ford. Makai György; Országos Béketanács, Bp., 1954 (Békebizottságok kiskönyvtára)
- Tom Paine. Regény; ford. és utószó Kéry László, jegyz. Róna Ilona; Szépirodalmi, Bp., 1954
- Amerikai legenda. Sacco és Vanzetti kálváriája; ford. Szentkuthy Miklós; Szépirodalmi, Bp., 1954
- Clarkton. Regény; ford. Keszthelyi Zoltán; Új Magyar Kiadó, Bp., 1955
- Silas Timberman. Regény; ford. Szöllősy Klára; Állalmi, Bukarest, 1955
- E. V. Cunningham: A narancssárga Mauritius esete. Bűnügyi regény; ford. Lugosi László; Európa, Bp., 1981 (Fekete könyvek)
- Tom Paine; ford. Kéry László; 2. bőv. kiad; Európa, Bp., 1984 (Századok, emberek)
- Bevándorlók; ford. Zsolt Angéla; Magyar Könyvklub, Bp., 1995
- Második nemzedék; ford. Greskovits Endre; Magyar Könyvklub, Bp., 1996
- Mózes, Egyiptom hercege; ford. Mesterházi Mónika; Vince, Bp., 2002
- Albert Parsons (elbeszélés, Embertelen világ című antológiában, Athenaeum, 1950)
- Az óriáshangya (fantasztikus elbeszélés, Galaktika 16., 1975; utánközlés: Metagalaktika 1., 1978)

## Fordítás
- Ez a szócikk részben vagy egészben  a   Howard Fast című angol Wikipédia-szócikk ezen változatának fordításán alapul.  Az eredeti cikk szerkesztőit annak laptörténete sorolja fel. Ez a jelzés csupán a megfogalmazás eredetét és a szerzői jogokat jelzi, nem szolgál a cikkben szereplő információk forrásmegjelöléseként.